# Manuel Álvares (pedagogo)
Manuel Álvares (Vila Nova de Gaia, 17 de maio de 1739 — Porto, 31 de janeiro de 1777), foi um pedagogo português.
Manuel Álvares pertenceu à Congregação do Oratório.

## Obras
- Lógica ou Diálogos sobre a Filosofia Racional (1760)
- História da Criação do Mundo conforme as ideias de Moizés e Filozofos (1762)
- Sermões (1776) (obra que teve a sua publicação proibida nessa data)